# HD 42088
HD 42088 (HIP 29216 / SAO 78049) es una estrella en la constelación de Orión de magnitud aparente +7,56.
Visualmente se encuentra a poco menos de 1,5º al este de χ2 Orionis.
La nueva reducción de datos de paralaje del satélite Hipparcos sitúa a esta estrella a una distancia próxima a los 1000 años luz.
HD 42088 es una estrella azul de la secuencia principal de tipo espectral O6.5V.
Las estrellas de tipo O son muy escasas en nuestra galaxia; en Orión se pueden encontrar dos ejemplos, Mintaka (δ Orionis) y Alnitak (ζ Orionis) y, fuera de esta constelación, cabe destacar a Naos (ζ Puppis).
Son estrellas muy calientes y masivas.
La temperatura efectiva de HD 42088 alcanza los 39.500 K y su luminosidad es 8200 veces mayor que la luminosidad solar.
Tiene un radio 10 veces más grande que el radio solar y gira sobre sí misma con una velocidad de rotación igual o superior a 60 km/s.
Desde la superficie de HD 42088 sopla un viento estelar que hace que pierda masa a razón de 6,4 × 10-7 veces la masa solar por año.
Su masa no es bien conocida, estimándose entre 15 y 32 masas solares, pero, en cualquier caso, acabará sus días explosionando como una brillante supernova.
En cuanto a la edad de HD 42088, se piensa que está en la llamada «edad cero de la secuencia principal» (ZAMS).